# Francisco Paredes Herrera

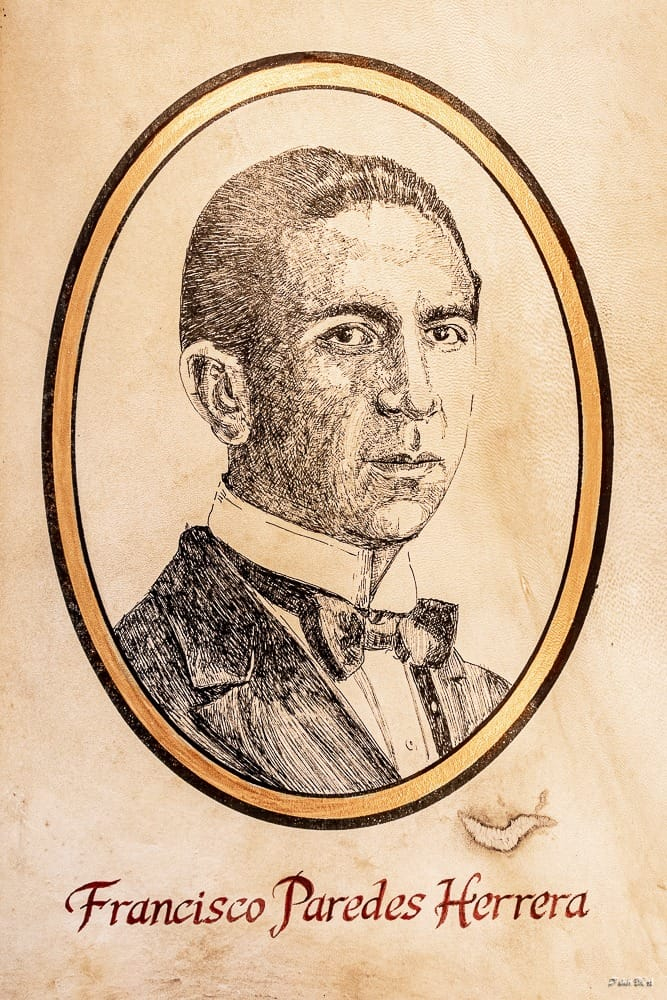
Plumilla de Gerardo Machado Clavijo, basada en la foto de Manuel Jesús Serrano (1920) Francisco Paredes Herrera es el compositor de música ecuatoriana más importante de todos los tiempos. Compuso cerca de 3 mil canciones con diferentes géneros musicales, creador de los más bellos pasillos.

Francisco Paredes Herrera fue un compositor ecuatoriano, nacido en Cuenca el 8 de noviembre de 1891, hijo del Sr. Francisco Paredes Orellana y de la Sra. Virginia Herrera. Todos sus estudios los realizó en su ciudad natal, y a los diez años de edad, su padre, músico también, lo llevó ante el sacerdote italiano José Basso para que le enseñe composición y armonía.
Desde 1920 se radicó definitivamente en Guayaquil, y al poco tiempo se convirtió en un compositor de gran fama, especialmente en lo que respecta a música y ritmos nacionales.
El corazón y el cerebro de Francisco no estaban predispuestos para otra cosa que no fuera la música. Su rendimiento fue deficiente en la primaria y secundaria y su padre, después del inútil intento de persuadirlo para que estudiase medicina o jurisprudencia, se resignó a que el maestro salesiano José Nicolás Basso le introdujera definitivamente en el mundo de los pentagramas y melodías.
Entre 1922 y 1928 compuso centenares de canciones populares que José Domingo Feraud Guzmán las grababa en rollos para las pianolas de moda en esos tiempos. El propio compositor fue director artístico de la empresa de grabaciones, contribuyendo física e intelectualmente para la prosperidad de la casa comercial que aún subsiste, una de las empresas disqueras ecuatorianas de mayor renombre.
Musicalizando los versos de destacados poetas nacionales y extranjeros como Elías Cedeño Jervis, Manuel Coello, Medardo Ángel Silva, Julio Flores, Jorge Ismael Gandú, Aurelio Martínez, Libardo Parra, Juan de Dios Peza, etc. legó al pentagrama musical ecuatoriano –entre otros- bellísimos pasillos como son: El Alma en lo Labios, Horas de Pasión, Manabí, Rosario de Besos, El Ultimo Pasillo, Unamos los Corazones, Como si Fuera un Niño y el famoso Tú y Yo (canción), con el que los Hermanos Miño Naranjo alcanzaron el Primer Premio en la Segunda Feria de la Canción Iberoamericana realizada en Barcelona, España, en 1964.
En 1932, con el tenor Alfonso Calero y el barítono Carlos A. González, conformó el Trío Guayaquil. En Quito, el 11 de julio de 1936, se casó por lo civil, con Virginia León Barrera; el compositor Sixto María Durán fue uno de los testigos. También ese año, por petición del Director de Estudios de la provincia del Guayas, el Ministerio de Educación le nombró profesor de música de las escuelas de Guayaquil. Fue activo militante del partido socialista ecuatoriano, para el cual compuso la música de su himno. Paredes Herrera, es uno de los compositores más prolíficos de Ecuador, compuso 857 canciones, de las cuales, 219 obras, son pasillos.
El artista no dejó descendencia. Ana Paredes Roldán, especialista en la cátedra de Educación Cultural y Artística (ECA), y nieta de un primo del compositor, al obtener su licenciatura en musicología, realizó una tesis sobre Francisco Paredes Herrera, para rescatar del olvido la vida y la obra de este singular personaje de la cultura popular ecuatoriana de todos los tiempos.
Paredes registró 219 pasillos y 857 composiciones de 43 ritmos diferentes. Miembro del partido Socialista, cuyo himno había creado, era poco apegado a lo religioso, lo que explica el que, en contraste con compositores contemporáneos suyos, no haya producido música sacra.
Es el único  compositor ecuatoriano cuyo tema triunfó festival internacional de música Iberoamericano de la canción, en Barcelona, España, 1963, con el pasillo Tú y yo, poema de autoría de Manuel Coello Norizt , interpretado por los artistas ambateños Eduardo y Danilo Miño Naranjo.

## Obra musical
Legó creaciones inmortales, entregó a los manabitas su himno popular, el pasillo Manabí, escrito en Guayaquil en 1935. Compuso pasodobles, pasacalles, boleros, sanjuanitos, yaravíes, danzantes y sobre todo pasillos de gran belleza, por lo que con justicia ha sido llamado «El Rey del Pasillo Ecuatoriano». Mario Godoy Aguirre nos habla de una prolija obra: 857 canciones. Aunque Marcos Medina habla de hasta 3000 composiciones
| cantidad | Género                 | cantidad | Género                 |
| 219      | pasillos               | 4        | blues                  |
| 109      | rondas                 | 4        | couples                |
| 83       | valses                 | 3        | danzas                 |
| 55       | sanjuanitos            | 2        | aires                  |
| 43       | one step               | 2        | bambucos               |
| 42       | pasacalles             | 2        | cachullapis            |
| 35       | fox trot               | 2        | jotas                  |
| 32       | tangos                 | 2        | marimbas               |
| 28       | canciones              | 2        | villancicos            |
| 27       | himnos escolares       | 1        | camel trot             |
| 21       | yaravíes               | 1        | cueca                  |
| 20       | pasodobles             | 1        | danzante               |
| 19       | himnos institucionales | 1        | diálogo                |
| 17       | boleros                | 1        | dueto cómico           |
| 12       | marchas                | 1        | estilo                 |
| 10       | capishcas              | 1        | melodía                |
| 9        | corridos               | 1        | ranchera               |
| 9        | zambas                 | 1        | rumba                  |
| 8        | romanzas               | 6        | varios                 |
| 8        | polkas                 | 30       | adaptaciones musicales |
| 6        | chilena                |          |                        |
| 5        | poemas musicales       | 885      | TOTAL COMPOSICIONES    |

## Obras

### Pasillos
- A mi madre lejana
- A pesar de Todo
- Acuérdate de mi
- ¡Adelante Caballero!
- Adiós. Letra Aurelio Ordóñez
- Adiós mi dulce amada
- Adiós mi vida. Letra: Alfonso Gaspar Estrella
- Aida
- Al oído. Letra: Ernesto Noboa Caamaño
- Alegría
- Alma enferma
- Alma dormida. Letra: José Alberto Valdivieso
- Almas Gemelas
- Alondra
- Ámame. Letra: Alberto Andrade Córdova
- Amémonos ahora
- Amor campesino
- Amor de mis amores
- Amor eterno
- Amor filial
- Amor que renace. Letra: Martín Cano
- Amor
- Angelita de mi vida. Letra: Juan de Tarfe
- Anhelos. Letra:  Juan de Dios Peza
- Ansias
- Añoranzas. Letra: María Betancur - Sonia Dimitrowna
- Aquel amor del alma
- Aún te espero
- Ayer, en la tristeza
- Bajo los almendros
- Beso del recuerdo
- Besos
- Bohemia
- Campesina costeña
- Canción íntima
- Carbón que ha sido brasa. Letra: Augusto Duque Bernal
- Celos
- Cenizas del corazón
- Corazón
- Como si fuera un niño. Letra: Maximiliano Garcés
- Confidente del mar
- Corazón cobarde. Letra: Pedro E. Rivadeneira
- Corazón dormido. Letra: Aurelio Vega Ordóñez Zamora
- Costeña
- Cuando muere el amor
- Cuando quieras llorar
- Cuando te alejas
- Cuando te falte amor. Letra: César Maquillón Orellana
- Cuando yo te miro
- Dame tus flores
- Delirios
- Deseos. Letra: Salvador Díaz Mirón
- Despierta, bien mío. Letra: Alberto Andrade Cordero
- Encadenados
- El alma en los labios. Letra: Medardo Ángel Silva
- El amor perdido
- El chumadito
- El rosal enfermo
- El rosal. Letra: Carlos Dousdebés
- El sauce
- El viajero. Letra: Gabriel Abad
- Elvia
- En la barca
- En secretos
- En ti
- Enma Lucía
- Escucha. Letra: Carlos Alberto Flores
- Escúchame otra vez
- Escombros
- Escucha
- Espérame. Letra: Rafael Ángel Blacio Flor
- Fiesta indiana
- Gemidos
- Gotas de ajenjo
- Guayaquileña gentil
- Guitarra compañera
- Hasta encontrarte a ti
- Hazme Feliz
- He sentido en mi pecho
- He vuelto amada
- Horas de pasión. Letra: Juan de Dios Peza
- Hoy que te alejas
- Idilio. Letra: César Maquilón Orellana
- Idolatrada
- Isabel Josefina
- Juventud alegre
- La canción de los recuerdos
- La tristeza esta en mí. Letra: Manuel Coello Noritz
- La venganza del mar
- Lejanita
- Lejos de la vida
- Lejos de ti
- Lejos de tus ojos
- Llorar desconsolado
- Luz y sombra
- Madre idolatrada
- Manabí. Letra: Elías Cedeño Jerves
- Manojuelo de rosas
- Más vale tarde que nunca. Letra: Augusto Duque Bernal
- Matilde
- Mi alma enferma
- Mi amor
- Mi destino es amarte
- Mi linda porteña
- Mi último pasillo. Letra: Elías Fernández Córdova
- Mía
- Mientras tú me quieras
- Mis sueños de oro
- Mujer costeña
- Mujer de aroma y pasión
- Mujer ingrata
- Muy pronto es mi partida
- Nadie me espera
- Nido de amor
- No extrañes niña
- No más la vida
- No me mates
- No me niegues tu amor
- No retornes
- No sé por dónde iré
- No te guardo rencor
- No te olvidaré
- Noche de amor
- Nos dijimos adiós
- Nostalgia
- Nuestro destino
- Nunca te fuiste
- Nunca vuelvas a amar
- Obsesión. Letra: Leovigildo Loayza Loayza
- Ofrenda
- Ojos de tempestad
- Ojos subyugadores
- Olvídame sin rencor
- Olvido
- Opio y ajenjo. Letra: Julio Flores
- Óyeme amor mío
- Paloma del ensueño. Letra: Adolfo Estrella
- Palpita Corazón. Letra. Rodrigo Chavéz Gonzáles
- Para mi tus ojos
- Para siempre adiós
- Para tu risa
- Para tus ojos negros. Letra: Luis Espinosa M.
- Perfume de amor
- Pesimismo
- Playas del adiós. Letra: Carlos León Romero
- Playerita de la urbe
- Por castigar tu ofensa
- ¿Por qué me dejas?
- Por ti. Letra: Manuel Platón
- Por tu amor. Letra: Remigio Romero y Cordero
- Postrimer amor
- Presentimiento de amor
- Princesa del ideal
- Quejas de amor. Letra: César Maquilón Orellana
- Quejas
- Querella
- Quién pudiera llorar
- Quiéreme, bien mío
- Quiéreme, mujer hermosa
- Quiero morir
- Quizá te llame mía
- Reanudemos nuestro amor
- Recuerda. Letra: Telmo N. Vaca Del Pozo
- Remember
- Rencor cobarde
- Resplandores
- Riendo y llorando
- Ritornello
- Rocas y espumas. Letra: Telmo N. Vaca Del Pozo
- Rosario de besos. Letra: Libardo Parra Toro
- Salta del lecho, niña
- Señorita Manabí
- Serpentinas de amor
- Serraniega
- Si tus ojos
- Siempre enamorado de ti
- Siempre fiel
- Siempre seré bueno. Letra: Elías Cedeño Jerves
- Siempre te he de amar. Letra: Martín Cano
- Sirve, taberno amigo
- Sobre las olas. Letra: Elías Cedeño Jerves
- Sollozos. Letra Luis Rafael Pazmiño Vega
- Soñaba yo
- Soñare abandonado
- Soñé en ti. Letra: Teodoro Lastra P.
- Soy nauta sin puerto
- Soy nauta del amor. Letra: Abel Romeo Castillo.
- También tú me olvidarás
- Tan mía y tan ajena
- Tanto he sufrido
- Te adoro
- Te juro de rodillas
- Te olvidarás de mi. Letra: Guillermo Valarezo
- Te quiero así. Letra: Augusto Duque Bernal
- Tiempo
- Todo he perdido
- ¡Todo por ella!
- Todo se va de mí
- Tormento de amor
- Tristes Recuerdos
- Tristeza
- Tú en mi corazón
- Tú eres mi gran amor
- Tú mi primera sonrisa
- Tú y yo. Letra: Manuel Coello Noritz
- Tus lindos ojos
- Tú, sola tú
- Ultimo pasillo. Letra: Elías Fernández de Córdova
- Un pétalo final
- Un triste despertar. Letra: Carlos Arturo León Romero
- Unamos los corazones. Letra: José María Trespalacios
- Vamos, linda (Sígueme, linda chullita). Letra: Telmo Vaca del Pozo
- ¿Vida o sueño?. Letra: Antonio Zozaya
- Virginia
- Vivo esperando
- Yo fui nauta
- Yo sé que volverás (El retorno). Letra: Rosario Sansores
- Yo seré tu amor
- Yo te enseñé a besar
- Yo te ruego
- Zarumeñita

### Sanjuanitos
- Cuitas de amor. Letra: Elías Cedeño Jerves
- Palomita cuculí
- Al pie del capulí. Letra: Elisa Mariño de Carbajal
- Fuegos Fatuos. Letra: Gregorio Martínez Sierra
- Tristezas Andinas. Letra: Juan de Tarfe
- Aires andinos
- Guambra ingrata. Letra: Rafael Ángel Blacio Flor
- Ñuca guambra shua shungo (Ladrona de mi corazón). Letra: G. Humberto Mata
- Arrojos. Letra: Manuel Coello Noritz
- Rosa de papel. Letra: César Andrade y Cordero
- Déjate querer guambrita. Letra: Carlos Aguilar
- Chali Guambra (Muchacha desamorada). Letra: G. Humberto Mata
- Sueño de amor. Letra: Augusto Duque Bernal
- Tierra mía. Letra: Benjamín Ruíz y Gómez
- Siempre fiel
- Mujercita
- Corazón eterno herido. Letra: Abel Marín

### Fox-Trot
- Orgía
- De los campos de Azuay
- Vuelve a Guayaquil
- Intip Raimi (Adoración al sol). Letra: Antonio Manuel Tupac Yupanqui
- Recuerdos del Chimborazo
- Ecos del Pajonal. Letra: Juan de Tarfe
- Cuitas indias. Letra: Juan de Tarfe
- Rinimi Llacta. Letra: Luis Cordero
- Djenana. Letra: Remigio Romero y Cordero
- Isabel. Letra: Luis Rafael Pazmiño Vega
- Raza Vencida

### Vals
- Trova
- Alma dormida. Letra: Mario Centore
- Pobre amor. Letra: Juan de Tarfe
- Nunca me olvides
- Soy feliz
- Valse nocturno
- El dolor de la ausencia. Letra: Luis Espinoza
- Linda Rosa. Letra: Juan de Tarfe
- Melodía de otoño. Letra. Gabriel Abad Cordero
- Amaneciendo
- Mendigo de amor
- Por tu ausencia
- Anita Beatriz

### Pasacalles
- Juanito Criollo
- Viento, cielo y mar
- Santa Juana Huayamabe. Letra: Remigio Romero y Cordero
- Soy del pueblo. Letra: Abel Romeo Castillo
- Costeño ciento por ciento. Letra: Luis Falquéz Velarde
- Por allí andan diciendo
- El baile del costillar

### One-Steps
- Amores de Primavera
- Feria de los corazones
- Guayaquil, perla del pacífico
- Princesita serás. Letra: Arturo Mandri
- Costeñita. Letra: Lauro Dávila
- Si estuviera en París. Letra: Remigio Romero y Cordero
- Lo que es el amor
- ¡Que linda la moda!. Letra: Remigio Romero y Cordero
- Canción de la obrerita. Letra: Augusto Duque Bernal
- ¡Hello Mister Grey!
- Poupee

### Yaravies
- Solloza el indio. Letra: Rigoberto Iglesias
- Falsa Mujer
- Danza Triste. Letra: Augusto Duque Bernal
- Mañana cuando me vaya
- Ay, no vendrás. Letra: Antonio Plaza
- Golondrina Viajera
- Va cayendo

### Tangos
- Pobre serrana. Letra: Remigio Romero y Cordero
- Rosita Blanca. Letra: Remigio Romero y Cordero
- Mujer infame y perjura. Letra: Elías Cedeño Jerves

### Bambucos
- Silenciosamente
- Serraniega
- Nadie me espera. Letra: Carlos Villafañe

### Canciones
- La canción de la cordillera
- Caminito serrano. Letra: Amílcar Díaz
- Indio: Despojo y harapo. Letra: Ricardo Darquea Granda

### Zambas
- Mi ñata linda. Letra: Luis Rafael Pazmiño Vega
- Zamba regional (Zamba de la calle Larga). Letra: Héctor Pedro Pómber

### Himnos
- Himno al Partido Socialista

### Marchas
- Viva Patria

### Pasodobles
- Cosas de amor

### Corridos
- Deleite. Letra: Carlos Arturo León

### Chilenas
- Ser paco no tiene gracia. Letra: Remigio Romero y Cordero

### Capishcas
- San Juanito

### Marimba Esmeraldeña
- Jolgorio. Letra: Adalberto Ortiz Quiñones

### Arreglos musicales
- Un baile de arroz quebrado (Cachullapi)
- El testamento del indio (Sanjuanito)
- Lástima de mi mulita (Aire Típico)

## Reconociminetos
- Existen varios reconocimintos a  la obra del maestro, de las cuales se puede citar:
- 300 voces corales rindieron homenaje al pasillo de Francisco Paredes Herrera.[12]
- Se le conocen 219 composiciones pero el resto de sus obras que suman un total de 857 corresponden a 43 ritmos distintos.
- No produjo música sacra en razón de sus ideas, pero fue un romántico que supo cantar al amor y a la mujer, a la nostalgia, a las alegrías y penas de la vida, así como a la poesía y tristeza de los ratos perdidos.
- Existe una recopilación de sus obras con datos biográficos suyos escrita por su pariente la Dra. Paredes Roldan y titulada "Del sentir cuencano F.P.H. su vida y su obra 1891 -1952".[13]

1. “Horas de Pasión”, letra del vate mexicano Juan de Dios Peza con el que traspone por primera vez las fronteras patrias y alcanza prensajes en Colombia, República Dominicana, Estados Unidos y España
2. Los pasillos “Manabí”, “Rosario de Besos”, “Unamos los corazones”, el “Último Pasillo”, “Anhelos”, “Como si fuera un niño”, “Amor que Renace”, Paloma del ensueño”, Playas del Adiós”, “Por tu amor”, “Un triste despertar”, “Vamos linda”, y, finalmente, el Pasillo “Tú y Yo” con versos del Dr. Manuel Coello. [13]